# Ash Lake (Timberlea)
Ash Lake är en sjö i Kanada.   Den ligger i provinsen Nova Scotia, i den sydöstra delen av landet, 900 km öster om huvudstaden Ottawa. Ash Lake ligger 81 meter över havet. Arean är 0,35 kvadratkilometer. Den ligger vid sjöarna  Quarry Lake och Susies Lake. Den sträcker sig 1,5 kilometer i nord-sydlig riktning, och 0,5 kilometer i öst-västlig riktning.
I omgivningarna runt Ash Lake växer i huvudsak blandskog. Runt Ash Lake är det mycket tätbefolkat, med 1 177 invånare per kvadratkilometer.